# 庫倫法
庫倫法（Coulometry）為分析化學中建立在電解過程中為基礎的電化學分析方法，其方法以法國物理學家庫倫紀念為名。
其分析方法主要可以分成兩大類：
1. 恆電位庫倫分析法(Potentiostatic coulometry)：利用恆電位儀(potentiostat)調節反應的電位到所需要的值並保持恆定，直到電解電流降到零，由庫倫計紀錄電解過程中所消耗的電量，由此計算出待測物的含量。
2. 恆電流庫倫分析法(Amperostatic coulometry):利用恆電流儀(amperostat)調節反應的電流至穩定，在溶液中電解產生滴定劑以滴定待測物來進行定量分析的方法，因此又可稱為庫倫滴定法(coulometric titration)。

## 恆電位庫倫分析法
恆電位庫倫分析法又往往常稱為整批電解法(bulk electrolysis)。藉由固定工作電極的電位來量測迴路中的電流，通常施加的固定電壓的時間能夠足夠將全部溶液中的待反應物完全反應，溶液中的待反應物和電流會隨著時間逐漸減少而最終趨近於零。根據法拉第定律，利用庫倫計紀錄隨著時間的電流變化，可計算電解反應過程中所消耗的總電量，再由待測物分子量、樣品中待測物的含量，可由其中的已知變數求得其一未知變數。

## 恆電流庫倫分析法
庫倫分析法利用固定電流的裝置去確定待測系統中一物質的確切濃度。在其分析的實驗中，所施加的電流扮演的角色相當於滴定反應中的滴定劑，溶液的外加電流會持續施加到待測物被完全氧化或還原，直到工作電極指示的電位突然出現很劇烈的變化，此時即到達所謂的當量點。電流強度和施加電流的時間可用來決定已知濃度待測分析物的分子量，或是當待測溶液的體積為已知，可得待測分析物的體積莫耳濃度。

## 外部連結
- IUPAC Gold Book:  coulometric detection method （页面存档备份，存于）
- Coulometry at the University of Akron

Template:Electroanalytical